# Syd Miller
Syd Miller (1901-1983) est un auteur de bande dessinée et  illustrateur australien connu pour avoir co-créé en 1938 Chesty Bond (en), l'icône de la marque de vêtements australienne Bonds (en), et pour avoir réalisé de 1946 à 1955 Rod Craig, l'un des premiers comic strips d'aventure australiens publiés sur une longue durée. Rod Craig a été adapté en français dès 1948 par les Éditions Mondiales.